# Fight for Your Mind
| Recensione | Giudizio |
| ---------- | -------- |
| AllMusic   | [ 1 ]    |

Fight for Your Mind è il secondo album in studio del cantautore statunitense Ben Harper, pubblicato nel 1995 dalla Virgin Records. È il suo ultimo album da solista prima di cominciare a collaborare con la band di supporto The Innocent Criminals.

## Tracce
Testi e musiche di Ben Harper, eccetto dove indicato.
1. Oppression – 2:58
2. Ground on Down – 4:53
3. Another Lonely Day – 3:43
4. Please Me Like You Want To – 4:55
5. Gold to Me – 5:00
6. Burn One Down – 3:31
7. Excuse Me Mr. – 5:24 (Ben Harper, Jean-Pierre Plunier)
8. People Lead – 4:13
9. Fight for Your Mind – 4:06 (Ben Harper, Oliver Charles, Leon Mobley, Juan Nelson)
10. Give a Man a Home – 3:35
11. By My Side – 3:34
12. Power of the Gospel – 6:02
13. God Fearing Man – 11:49
14. One Road to Freedom – 4:14

Durata totale: 67:57

## Formazione
- Ben Harper – voce, chitarra
- Juan Nelson – basso
- Oliver Charles – batteria
- Bob "Stiv" Coke – tambura, sarod, tabla, tamburello basco
- Leon Mobley – percussioni
- Ervin Pope – organo Hammond
- Carey Christensen – contrabbasso (su Power of the Gospel)
- Timothy Loo – violoncello (su Power of the Gospel)
- Brett Banducci – viola (su Power of the Gospel)
- Danielle Charles – violino (su Power of the Gospel)

### Produzione
- Ben Harper – produzione, arrangiamenti per archi (su Power of the Gospel)
- Jean-Pierre Plunier – direzione artistica, produzione, arrangiamenti per archi (su Power of the Gospel)
- Bob "Stiv" Coke – produzione, fotografia
- Jeff Gottlieb – produzione associata, fotografia
- Tom Dolan – direzione artistica, design
- Bradley Cook – ingegneria del suono
- Ryan Boesh – ingegneria del suono
- Todd Burke – ingegneria del suono
- Paul Naguna – ingegneria del suono
- The Dub Brothers – missaggio
- Femi Jiya – missaggio
- Eric Sarafin – missaggio
- Eddy Schreyer – mastering